# Isidore Zorzano
 (décembre 2018).
Isidore Zorzano, né le 13 septembre 1902 à Buenos Aires et mort le 15 juillet 1943 à Madrid, est un ingénieur argentin, membre de l'Opus Dei. Le 21 décembre 2016, il est déclaré vénérable par le pape François.

## Biographie

### Entrée à l'Opus Dei
Trois ans après sa naissance, la famille d'Isidore Zorzano s'installe à Logroño, en Espagne. Au lycée, Zorzano rencontre Josémaria Escriva, dont il devient un ami proche et au contact duquel il développe une profonde et intensive piété. 
En 1927, il devient ingénieur industriel et travaille dans le chantier naval de Cadiz. Il entre ensuite dans la Compagnie des chemins de fer andalous, à Malaga, où il sert également comme enseignant à l'École industrielle. Son sens de la justice, son esprit de service et sa simplicité sont appréciés de ceux qui sont sous sa direction[source insuffisante].
En 1930, son ami Josémaria Escriva, désormais prêtre, lui expose le message de l'Opus Dei : « chercher la sainteté et faire de l'apostolat à travers son travail professionnel et avec l’accomplissement des devoirs ordinaires ». Cet objectif répondant à ses attentes spirituelles, Isidore entre dans l'Opus Dei. Il centre alors sa vie sur la prière, l'Eucharistie et la charité.

### Guerre civile espagnole
Durant la Guerre civile d'Espagne, il secourt de nombreuses personnes en les ravitaillant et leur procure son « aide spirituelle ». 
Il sert également de lien entre les membres de l'œuvre dispersés par la guerre et leur fondateur, Josémaria. En dépit des restrictions, il fournit le pain et le vin à ce dernier et à d'autres prêtres, afin qu'ils puissent célébrer la messe dans la clandestinité. Il porte ensuite la communion aux réfugiés et travaille à faciliter leur accès à la célébration eucharistique. Pour cela, il risque sa vie en se servant de son passe-droit argentin.

### Fin de vie
À la fin de la guerre, Isidore entre dans la Compagnie nationale des Chemins de fer de l'Ouest. Josémaria lui confie la gestion des œuvres d’apostolat de l'Opus Dei. À travers cette mission, il médite la vie du Christ, développe un amour filial envers la Vierge Marie et se concentre sur l'amour de ses prochains et plus particulièrement des plus faibles.
Au début de l'année 1943, il attrape un lymphome de Hodgkin. Il meurt le 15 juillet suivant, à l'âge de quarante ans. D'abord inhumé au cimetière madrilène de La Almudena, son corps est transféré à la paroisse San Alberto Magno de Madrid, en 2009. 